# Los Chiles
Pour le canton, voir Los Chiles (canton).
Los Chiles est la capitale du canton de Los Chiles dans la province d’Alajuela au Costa Rica.